# Хуан Карлос Онетті
Хуан Карлос Оне́тті (1 липня 1909, Монтевідео — 30 травня 1994, Мадрид) — уругвайський письменник. Представник «покоління 45-го року», до якого належав також Маріо Бенедетті та ін.

## Біографія і творчість
У 1930—1955 роках проживав в Буенос-Айресі, потім повернувся в Монтевідео. У 1974 році був заарештований хунтою і поміщений у в'язницю, звільнений під тиском світової громадськості. У 1975 році виїхав до Іспанії, де і прожив решту життя. Протягом останніх п'яти років не вставав з ліжка.
Проза Онетті з його героєм-одинаком, який сумнівається в собі і світі, паралельна пошукам французьких екзистенціалістів.
Він став одним із найвидатніших письменників Латинської Америки, отримавши Національну літературну премію Уругваю в 1962 році. У 1980 році отримав найпрестижнішу літературну премію в іспаномовному світі Премію «Мігеля де Сервантеса». У тому ж році був висунутий одним з кандидатів на Нобелівську премію. У 1985 отримав Велику літературну премію Уругваю, але відвідати рідну країну відмовився.
Творчості Онетті присвятив монографію Маріо Варгас Льйоса (2008).